# Автозчеплення Шарфенберга

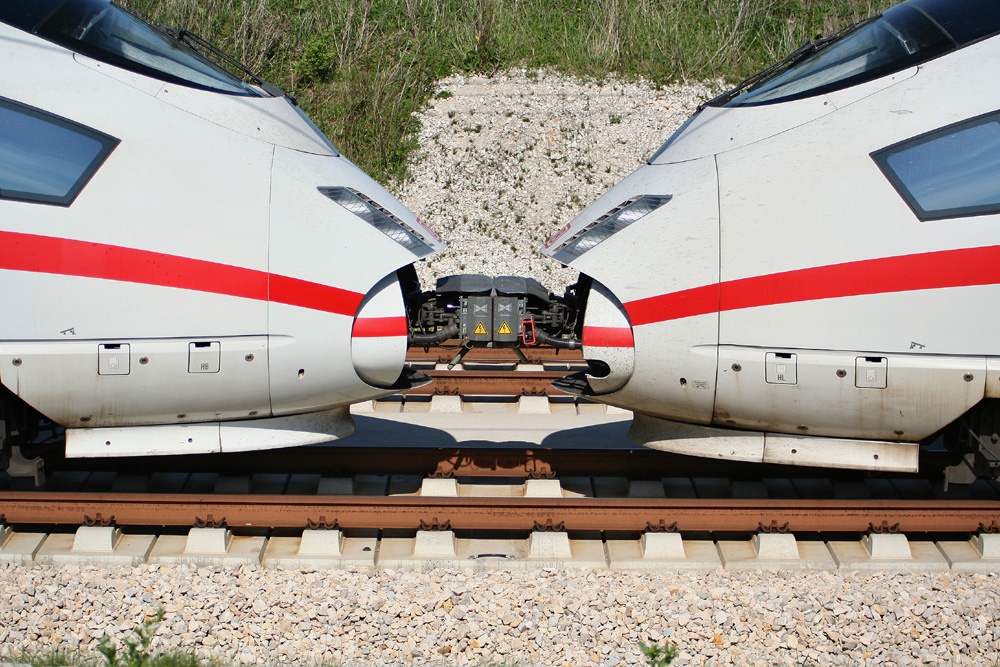
Головні вагони ICE 3, зчеплені між собою

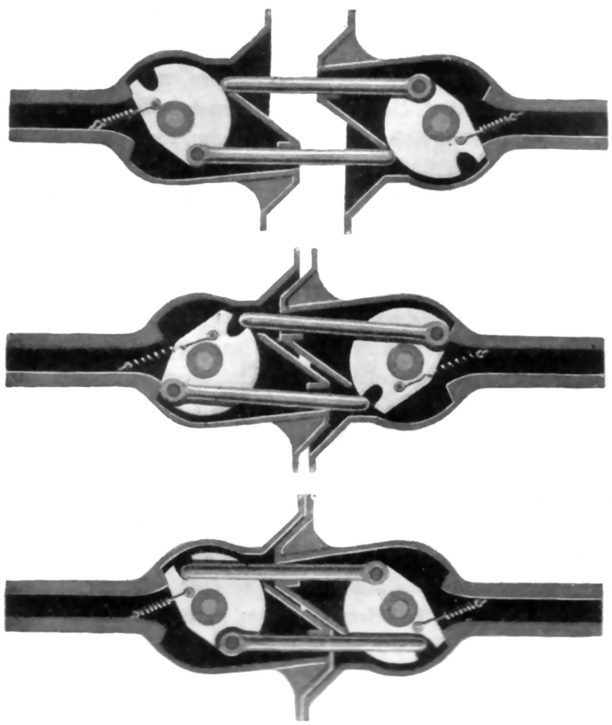
Схема зчеплення, вид сверху

Автозчеплення Ша́рфенберга — автоматичний зчіпний пристрій, який застосовується на залізничному і легкорейковому транспорті для зчеплення між собою одиниць рухомого складу. У зчепленні Шарфенберга здійснюється одночасне механічне з'єднання і під'єднання електричних кіл. Зчіпка застосовується здебільшого на електропоїздах і вагонах, де складність її конструкції виправдана зручністю експлуатації.
В Україні такий вид зчеплення використовується переважно в метрополітені та швидкісних електропоїздах (наприклад, EJ 675, HRCS2).
Зчіпка отримала свою назву завдяки винахіднику - Карлу Шарфенбергу. У німецькій мові цей вид зчіпних пристроїв позначається Scharfenbergkupplung або коротко Schaku.